# Ania Fucz
Ania Fucz (* 18. Juli 1981 in Breslau) ist eine deutsche Thai-Boxerin und MMA-Kämpferin polnischer Herkunft.

## Leben
Die gebürtige Polin Ania Fucz siedelte im Alter von acht Jahren mit ihrer Familie nach Deutschland über.
Sie lebt heute in Würselen bei Aachen. Dort übt sie auch ihren erlernten Beruf als Bankkauffrau aus.

## Sportliche Laufbahn
Ania Fucz kam erst recht spät zum Kickboxen. Der Grundstein zu ihrer Karriere als Muay Thai Kämpferin wurde beim Besuch einer Kampfsportveranstaltung gelegt. 2005 begann ihre aktive Phase, zunächst bei den Amateuren. Als Mitglied des deutschen Nationalteams bestritt sie zahlreiche Kämpfe im Ausland, so in Südkorea, China und mehrmals in Thailand. Seit 2013 ist sie auch als Mixed-Martial-Arts-Kämpferin aktiv.
Fucz wird seit vielen Jahren von Uwe Göbkes im Kampfsportcenter mujoken-ki-Dojo trainiert. Nach Göbkes Aussage ist sie die trainingsfleißigste Sportlerin, die er je erlebt hat. Sie selbst betreut und trainiert mittlerweile dort den jüngsten Nachwuchs. 2014 wechselte sie ihre sportliche Heimat zur University of Fighting in Düsseldorf.

### Die wichtigsten Stationen ihrer Sportkarriere

#### Muay Thai und K-1
In 2005 trat Fucz dem Verein mujoken-ki-Dojo bei und wurde im darauf folgenden Jahr bereits NRW-Landesmeisterin und Deutsche Vizemeisterin Muay Thai. Im Jahr 2007 konnte sie ihren Titel als NRW-Landesmeisterin verteidigen. Nebenher bestritt Fucz ihre ersten Kämpfe in K-1 bei den Profis. Die Titel Deutsche Meisterin und Europameisterin errang Fucz im Jahr 2008. Sie hatte ihren ersten Kampf in Thailand, dem Mutterland ihres Sports, der siegreich für sie endete. Als Mitglied des Nationalteams nahm sie an der Weltmeisterschaft in Südkorea teil. 2009 konnte Fucz einen Kampf beim Kings Cup in Bangkok bestreiten, einer Veranstaltung die regelmäßig von über 120 000 Zuschauern besucht wird. Es folgte die Teilnahme an der WM in Thailand, von der sie eine Bronzemedaille mit nach Hause nahm. Bei den Profis wurde sie Europameisterin in K-1 nach Version der I.K.B.F. Noch im gleichen Jahr gelang eine erfolgreiche Titelverteidigung. Den ersten Weltmeisterschaftsgürtel der I.K.B.F. konnte sich Ania Fucz am 5. Juni 2010 umschnallen. Als einzige Deutsche kämpfte sie bei den ersten Sportaccord Combat Games in China und gewann eine Bronzemedaille. Siegerin des European-Cup in Dresden wurde Fucz im Jahr 2011 und verteidigte in diesem Jahr ihren WM-Titel wiederum mit einem Sieg. Am 18. Mai 2012 trat Fucz in einem viel beachteten Weltmeisterschaftskampf der WKA im Vollkontakt-Kickboxen gegen die seit 2007 ungeschlagene Christine Theiss an, den sie nach Punkten verlor. Bereits 15 Tage später stieg sie erneut in den Ring um diesmal ihren eigenen Titel zu verteidigen. Gegen die Schwedin Elna Nilsson errang sie bei der Championsnight II in Aachen einen eindeutigen Punktsieg. Am 1. September 2012 bestritt Fucz den einzigen Frauenkampf des Hauptprogramms bei der Mix Fight Gala XIII in der Fraport Arena. Gegen die Niederländerin Sarah Debaieb gelang ihr ein einstimmiger Sieg nach Punkten. Die Leser des Kampfsportportals GroundandPound wählten Ania Fucz zur nationalen Thai- und Kickboxerin des Jahres 2012.
Am 8. Juni 2013 bestritt Fucz, erstmals in ihrem neuen Verband ISKA, einen Weltmeisterschaftskampf gegen die Niederländerin Salaysa van den Bos bei der Champions Night III in Aachen. Die Kampfrichter werteten den Kampf einstimmig für Fucz.

#### Mixed Martial Arts
Ihren Debütkampf in MMA bestritt Ania Fucz bei der Veranstaltung „German MMA Championship GMC 4 next level“ am 6. Juli 2013 in Herne. Diesen gewann sie gegen Jana Lorenz durch einstimmige Punkteentscheidung der Kampfrichter. Im Rahmen der Champions Night IV am 7. September 2013 sollte sie ihren zweiten MMA-Kampf bestreiten. Wegen mehrerer kurzfristiger verletzungsbedingter Absagen, wurde die Veranstaltung auf einen noch zu bestimmenden Termin verlegt. Am 29. November 2014 bestritt Fucz dann ihren zweiten Kampf im Rahmen der Veranstaltung „It’s Lanna Time 2“ in Bochum. In Runde 2 gelang ihr der Sieg über Cinja Kiefer durch TKO.

## Erfolge
- ISKA Weltmeisterin
- Dreifache I.K.B.F. Weltmeisterin
- Zweifache I.K.B.F. Europameisterin
- IFMA Europameisterin Muay Thai
- IFMA Deutsche Meisterin Muay Thai

## Liste der WM-Profikämpfe
|      |         |                                                           |          |            |                    |        |
| Jahr | Tag     | Gegner/Kampfziel                                          | Ort      | Ergebnis   | Typ                | Runden |
| 2010 | 5. Juni | Timnipa Tanawatpipat, WM der IKBF, K-1 Regeln             | Würselen | Sieg       | Punkteentscheidung | 5      |
| 2011 | 14. Mai | Chajmaa Bellakhal, Titelverteidigung der IKBF, K-1 Regeln | Aachen   | Sieg       | Punkteentscheidung | 5      |
| 2012 | 18. Mai | Christine Theiss, WM der WKA, Kickboxen (Vollkontakt)     | München  | Niederlage | Punkteentscheidung | 10     |
| 2012 | 2. Juni | Elna Nilsson, Titelverteidigung der IKBF, K-1 Regeln      | Aachen   | Sieg       | Punkteentscheidung | 5      |
| 2013 | 8. Juni | Salaysa van den Bos, WM der ISKA, K-1 Regeln              | Aachen   | Sieg       | Punkteentscheidung | 5      |

## Mixed Martial Arts Statistik

### Liste der Amateurkämpfe
| Ergebnis   | Profi-Rekord | Gegner    | Datum       | Veranstaltung                       | Methode                                        | Runde | Zeit |
| ---------- | ------------ | --------- | ----------- | ----------------------------------- | ---------------------------------------------- | ----- | ---- |
| No Contest | 0-0-1        | Iren Racz | 9. Mai 2015 | SBC 5 – Serbian Battle Championship | Punktentscheidung (einstimmig – Unentschieden) | 2     | 5:00 |

### Liste der Profikämpfe
| Ergebnis | Profi-Rekord | Gegner            | Datum             | Veranstaltung                          | Methode                        | Runde | Zeit |
| -------- | ------------ | ----------------- | ----------------- | -------------------------------------- | ------------------------------ | ----- | ---- |
| Sieg     | 1-0          | Jana Lorenz       | 6. Juli 2013      | GMC 4 – Next Level                     | Punktentscheidung (einstimmig) | 3     | 5:00 |
| Sieg     | 2-0          | Cinja Kiefer      | 29. November 2014 | MMA Bundesliga – It’s Lanna Time 2     | TKO (Schläge)                  | 2     | 0:49 |
| Sieg     | 3-0          | Renta Cseh-Lantos | 11. April 2015    | RFC – Respect Fighting Championship 12 | Punktentscheidung (einstimmig) | 5     | 5:00 |